# Kosmik Films
Kosmik Films ou Kosmik Film Service foi uma subsidiária da Kleine Optical Company, de George Kleine, que se ocupava do aluguel de filmes através de várias cidades estadunidenses. Foi creditado como responsável por uma única produção, o seriado The Hope Diamond Mystery, em 1921.

## Histórico

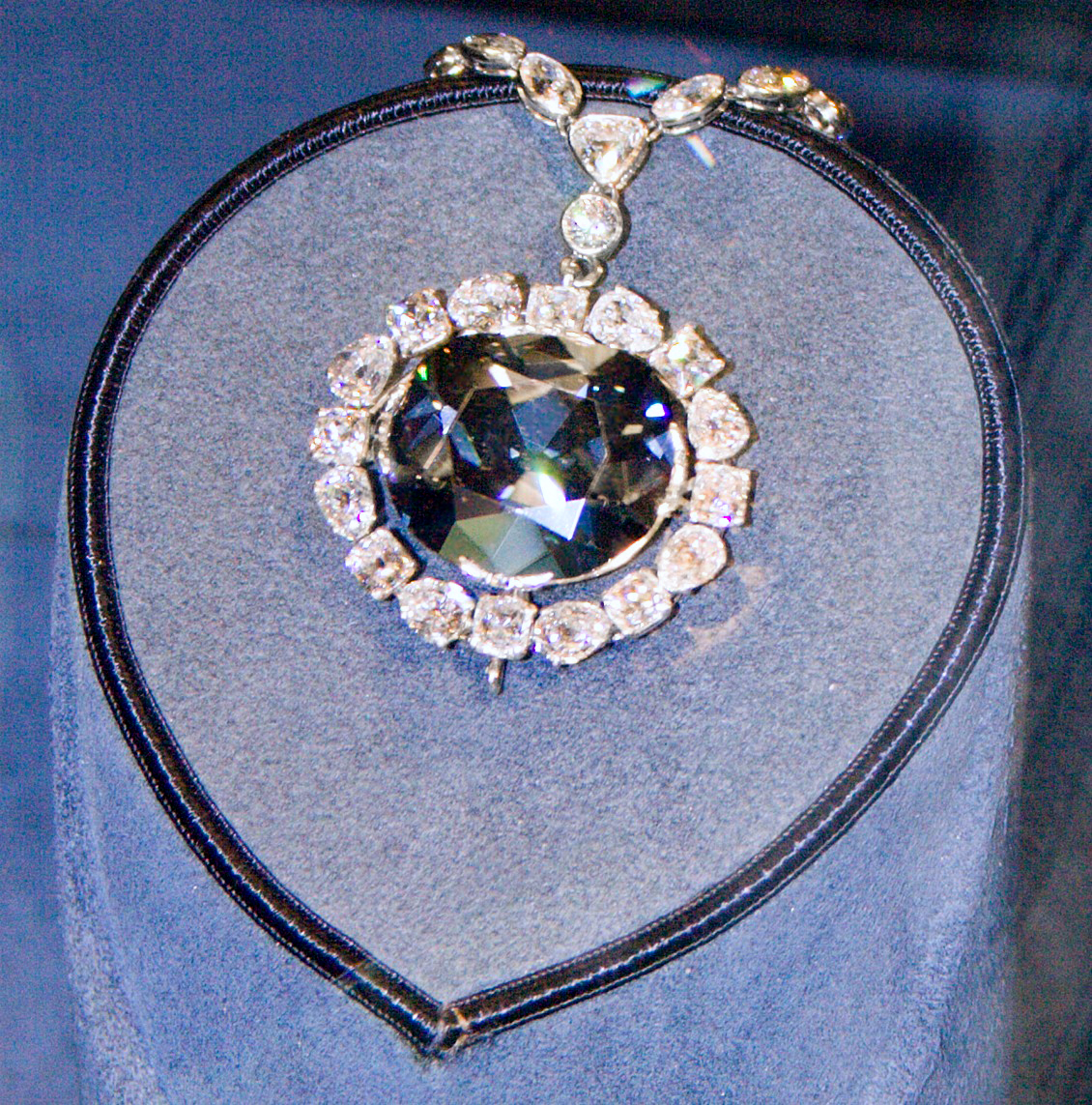
Diamante Hope, que inspirou o roteiro do seriado, escrito pela atriz May Yohé.

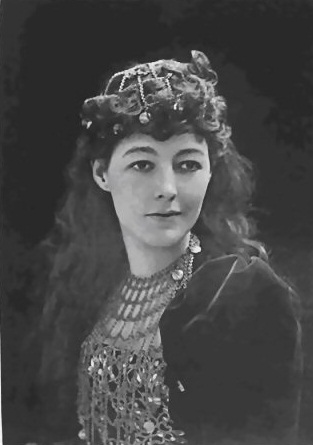
May Yohé, autora do roteiro e atriz do seriado, que relata a história do Diamante Hope.

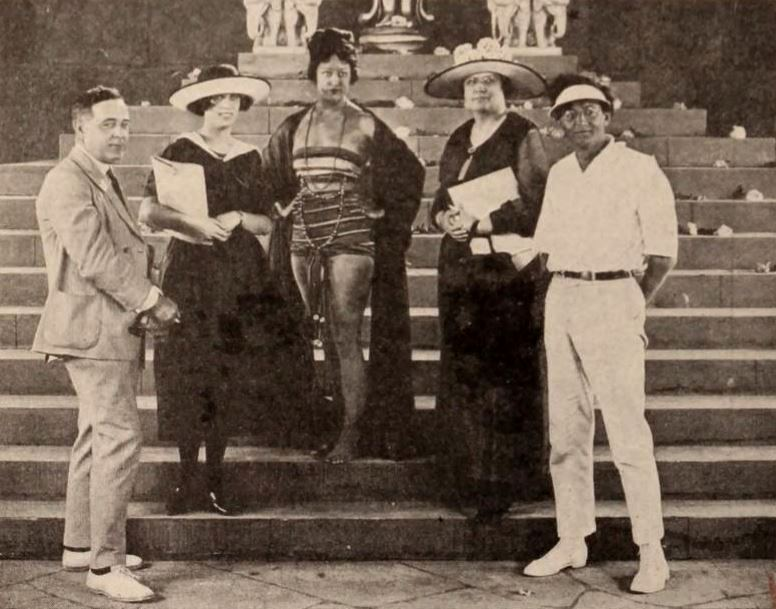
Instante da produção do seriado The Hope Diamond Mystery (1921) com o tesoureiro da Kosmik Films, L. C. Wheeler, as atrizes Grace Gordon e Grace Darmond, Grace Kingsley do Los Angeles Times, e o diretor Stuart Paton, p. 62 de 29 de maio de 1920, Exhibitors Herald

A única produção da Kosmik, o seriado The Hope Diamond Mystery, de 1921, apresenta um roteiro que remonta à história verdadeira do Diamante Hope. A história romanceada foi escrita por May Yohé, que também atua no seriado.
O primeiro registo histórico do diamante Hope surge por volta de 1660, quando o mercador francês Jean-Baptiste Tavernier o adquiriu durante as suas viagens na Índia. Depois de passar por várias mãos, tais como de Luís XIV, Luís XV e Luís XVI da França, e por Maria Antonieta, desapareceu durante a Revolução Francesa, reaparecendo com o mercador de jóias londrino Daniel Eliason. Foi adquirido depois por Henry Philip Hope, em 1824 (passando a ser conhecido então como “Diamante Hope”), que ao morrer deixou seus sobrinhos lutando pela herança até que foi entregue a Henry Hope. Em 1901 foi vendido a um joalheiro londrino, para pagar a dívida de Francis Hope. Houve vários novos donos, entre eles Pierre Cartier, até ser adquirido por Harry Winston, em 1949. Em 1958, Winston o doou pra o Instituto Smithsonian . O diamante foi ligado a uma lenda de maldição no início do Século XX, pela atriz May Yohe, que fora casada com Lorde Francis Hope e que fugira para a Austrália com o amante. 
A atriz May Yohé fez repetidas tentativas de capitalizar sua identidade como a ex-mulher do último Hope, para possuir o diamante e às vezes culpou a pedra pelos seus infortúnios. Em julho de 1902, meses depois de Lord Francis ter se divorciado, ela disse à polícia na Austrália que seu amante, Putnam  Strong, a tinha abandonado e tomado suas jóias. Na verdade, o casal se reconciliou, casou-se naquele ano, mas divorciaram-se em 1910. Em seu terceiro casamento, em 1920, ela convenceu o produtor de cinema George Kleine a fazer o seriado em 15 episódios, The Hope Diamond Mystery, contando a história dos infortúnios do diamante, história que ela escreveu e à qual adicionou personagens fictícias. Em 1921, ela contratou Henry Leyford Gates para ajudá-la a escrever The Hope Diamond Mystery, transformando-o em seriado, no qual ela estrelou como Lady Francis Hope.

## Filmografia
- The Hope Diamond Mystery (1921)[7]